# 圣路易斯公共图书馆
圣路易斯公共图书馆（St. Louis Public Library）是美国密苏里州圣路易斯的市立公共图书馆系统，包括中央图书馆和16个分馆。

## 历史
圣路易斯公共图书馆由Ira Divoll创立于1865年。1901年，圣路易斯公共图书馆获得安德鲁·卡内基的巨额捐赠，得以兴建目前的中央图书馆。馆藏书籍也由1865年的1500册增长到90,000册。到2014年，馆藏书籍达到460万册。